# Richard Wherlock
Richard Wherlock (geboren am 21. August 1958 in Bristol) ist ein britischer Tänzer und Choreograf. Er leitete von 2001 bis 2023 das Ballett Basel.

## Leben und Werk
Wherlock studierte Tanz an der Ballet Rambert School und wurde schließlich als Tänzer ans Ballet Rambert verpflichtet. 1981 wurde er von Jochen Ulrich als Solotänzer ans Kölner Tanzforum engagiert. Dort erarbeitete er erstmals eigene Choreographien, die bald fester Bestandteil des Repertoires der Truppe wurden. Von 1991 bis 1996 war er Ballettdirektor am Theater Hagen, wo es ihm laut Kritikermeinung gelang, „ins erste Glied seiner Zunft“ vorzurücken und der Hagener Tanztruppe das Etikett der Provinzialität endgültig abzustreifen. Mit seiner antiklassischen Choreographie von La Fille mal gardée erntete er breite Anerkennung und wurde 1993 mit einem Förderpreis des Landes Nordrhein-Westfalen ausgezeichnet. Danach war er drei Spielzeiten lang Ballettdirektor am Luzerner Theater und von 1999 bis 2001 an der Komischen Oper Berlin. Die dortige Tanztruppe wurde 1999 in BerlinBallett umbenannt und nach Wherlocks Abschied im Jahr 2004 – mit den Ensembles der Deutschen Staatsoper und der Staatsoper Unter den Linden – zum Staatsballett Berlin. In Berlin arbeitete er unter anderem mit den italienischen Tänzern und Choreographen Giorgio Madia und Massimo Gerardi zusammen.
Parallel zu seiner Tätigkeit als Tänzer in Köln und in Leitungsfunktion in Hagen, Luzern, Berlin und Basel arbeitete der Choreograph mit einer Reihe europäischer Ensembles: New English Contemporary Ballet, Europa Danse (UNESCO), Scapino Ballet Rotterdam und Introdans in Arnheim, mit den Ensembles von Braunschweig, Düsseldorf, Essen und Karlsruhe, dem Ballet National de Nancy et de Lorraine und den Ensembles von Marseilles und von Nice, am Finnischen Nationalballett, am Rumänischen Nationalballett, am Island Ballett, in Graz, Singapur und San Martín in Argentinien. Seine Arbeiten wurden auch auf Festivals gezeigt, darunter beim Zweiten Uni Modern Dance Festival der AZet Dance Company in Kaiserslautern. Für Les Étoiles de l’Opéra National de Paris kreierte er ein abendfüllendes Ballett.

### Ballett Basel
Von 2001 bis 2023 leitete Wherlock das Ballett Basel, die Tanztruppe des Theaters Basel, erarbeitete neue Choreographien und leitete ab 2004 auch das Festival Basel tanzt. Im August 2014 erarbeitete er in Seoul mit sechs Tänzern des Seoul Ballett Theatre ein neues Stück: Snip Shot. Etwas später kreierte auch der Leiter des Seoul Ballet Theatre, James Jeton, mit Ensemblemitgliedern des Balletts Basel ein Tanzstück. Gemeinsam wurden die beiden Stücke zum 20-Jahr-Jubiläum der südkoreanischen Truppe in Gwacheon und Seoul aufgeführt sowie danach in der Jubiläumsgala 15 Jahre Ballett mit Richard Wherlock in Basel.
Richard Wherlock unterstützte junge Talente, die in der hausinternen Ballettakademie gefördert wurden.
Zu den namhaften Tänzern, die in seinen Choreographien auftraten, zählen der Spanier Francesc Abós, der Deutsche Jochen Heckmann, die Argentinierin Cinthia Labaronne und der Italiener Gaetano Posterino. Wherlock arbeitete mit den Bühnenbildnern Bruce French, Manfred Gruber, Regina Lorenz und Michael Simon sowie mit den Kostümbildnern Antonio D’Amico, Edward Hermans, Helena de Medeiros, Heidi de Raad und Diana Stiehl. Im April 2014 wurde bekanntgegeben, dass Richard Wherlock auch während der Intendanz von Andreas Beck die Funktion des Basler Ballettdirektors bekleiden wird. Für seine erste Premiere in der Intendanz Beck wählte Wherlock die Figur des Tewje aus Scholem Alejchems Tewje, der Milchmann, die in der Musical-Fassung Fiddler on the roof (auf Deutsch: Anatevka) große Beliebtheit erlangte. Er bat Olivier Truan von der Schweizer Klezmer-Band Kolsimcha, die Musik für dieses Ballett zu schreiben. Die Uraufführung wurde für Komponisten und Choreographen zu einem großen Erfolg bei Publikum und Presse, samt Standing Ovations.
Im August 2019 hat Wherlock einen Fonds gegründet, um Ensemblemitgliedern nach ihrem Karriereende eine Umschulung zu ermöglichen.
Richard Wherlock war und ist Juror zahlreicher internationaler Tanzwettbewerbe.

### Film und Fernsehen
Wherlock verantwortete die Choreographie für Claude Lelouchs Kinofilm Hasards ou Coïncidences (dt.: Begegnung in Venedig, 1998). Dieser Film wurde erfolgreich bei den Internationalen Filmfestspielen von Venedig, beim Montreal World Film Festival und beim Chicago International Film Festival gezeigt.
2000 und 2003 entstanden zwei Filme in Zusammenarbeit mit dem Schweizer Regisseur Markus Fischer für den Fernsehsender DRS, die beide mehrfach ausgezeichnet wurden: Passengers und One Bullet Left. 2012 beschrieb der Dokumentarfilm Before Opening Night: Richard Wherlock and His Company  von Simone Winkler die Spannung des Ensembles vor einer Premiere.

## Zitate
„Choreographie ist meine Liebe und meine Leidenschaft. Ich kann mir kein Leben vorstellen – ohne Choreographie oder ohne Tanz.“

„Respekt ist die Philosophie der Compagnie. Jeder von uns hat eine andere Herkunft und Geschichte, es gibt die Individuen und die Gemeinschaft. Respekt vor der Hautfarbe, der Sprache, der Sexualität, dem Arbeitsplatz, dem Publikum und last but not least vor der Profession. Ich bin kein politischer Künstler, aber im Theater gibt es die wunderbare Möglichkeit, die Verschiedenartigkeit der Menschen zu leben.“

„Ich bin im Jahrgang nicht der Jüngste. Aber ich habe diese Krankheit: das Peter-Pan-Syndrom. Weil ich denke, ich bin immer noch 15, 18 oder 25.“

## Choreographien (Auswahl)
- 1994: Rébus von Igor Markevitch (30 min) – Theater Hagen
- 1998: Unzipped – Cathy Sharp Ensemble, Schweiz
- 2000: Folk-Lore (drei Stücke) – BerlinBallett, Komische Oper Berlin
- 2000: Wunderbar (zwei Stücke) – BerlinBallett
- 2001: L’Après-midi d’un faune von Claude Debussy (10 min) – BerlinBallett
- 2004: Rushes
- 2011: Switch, Musik von B.free (Beat Frei) – Phoenix Dance Theatre, Leeds
- 2014: Snip Shot – Seoul Ballet Theatre

### Arbeiten am Theater Basel
- 2001: (No) Breathing Spaces
- 2003: Peer Gynt nach Ibsen, Musik von Edvard Grieg, Claude Debussy, Darius Milhaud und Kurt Weill (150 min)
- 2003: Boléro von Maurice Ravel (17 min)
- 2004: Death and the Maiden von Franz Schubert (45 min)
- 2007: s(c)ent, Musik von Franz Schubert (25 min)
- 2007: Verdi Code, Musik von Giuseppe Verdi (25 min)
- 2008: A Swan Lake von Peter Iljitsch Tschaikowski (120 min)
- 2008: Running Red, Musik von Jan Fitschen und Ludwig van Beethoven (31 min)
- 2008: Traviata – Ein Ballett, Musik von Francis Poulenc, Camille Saint-Saëns, Eric Satie, Dmitri Schostakowitsch, u. a. (140 min)
- 2010: Carmen von Georges Bizet (110 min)
- 2011: Giselle von Adolphe Adam (110 min)
- 2011: La Valse von Maurice Ravel (11 min)
- 2015: Tewje, Musik von Olivier Truan (Auftragskomposition, 120 min)

## Auszeichnungen
- 1992: Förderpreis des Landes Nordrhein-Westfalen für junge Künstlerinnen und Künstler
- 2000: Prag Crystal – für den Schweizer Tanzfilm Passengers (Regie: Markus Fischer)
- 2000: Prix Italia in der Kategorie Performing Arts – für Passengers
- 2003: Rose d’Or von Montreux – für den Schweizer Film One Bullet Left (Regie: Markus Fischer)